# Rönnängs kyrka
Rönnängs kyrka är en kyrkobyggnad i Rönnäng, Tjörns kommun. Den tillhör Rönnängs församling i Göteborgs stift.

## Kyrkobyggnaden
Den vitmålade träkyrkan i gustaviansk stil är byggd 1795, enskeppig och har kor och långhus i samma höjd och bredd och under gemensamt sadeltak, valmat över koret. Tornet i väster inrymmer ett vapenhus i botten. Byggnaden ingår i den serie av kyrkor som uppfördes längs Bohuskusten i slutet av 1700-talet i samband med den stora sillperioden. Sakristian i söder uppfördes 1974 efter ritningar av Pelle Nilsson och gjordes större än den gamla, som stod på samma plats.

## Inventarier
- Predikstol och bänkinredning är från 1795. Predikstolen har målningar som föreställer evangelisterna.
- Dopfunten av rödgrå granit är från 1916.
- Altartavlan föreställer korsfästelsen och nattvarden och är målad av Christian von Schönfeldt.[1]

### Orgel
Det mekaniska orgelverket, tillverkat 1985 av Hammarbergs Orgelbyggeri AB, är monterat bakom 1911 års ljudande fasad från samma firma. Orgelverket innehåller även material från 1911 och instrumentet har femton stämmor fördelade på två manualer och pedal.

#### Disposition
Hv: Principal 8', Oktava 4', Rörflöjt 8', Koppelflöjt 4', Flautino 2', Mixtur II
Sv: Gedakt 8', Fugara 8', Hålflöjt 4', Principal 2', Sesquialtera II Skalmeja 8'
Pedal: Subbas 16', Borduna 8', Flöjtbas 4'
I fasaden ljuder: Rörflöjt 8', Principal 8', Flöjtbas 4'

## Bilder

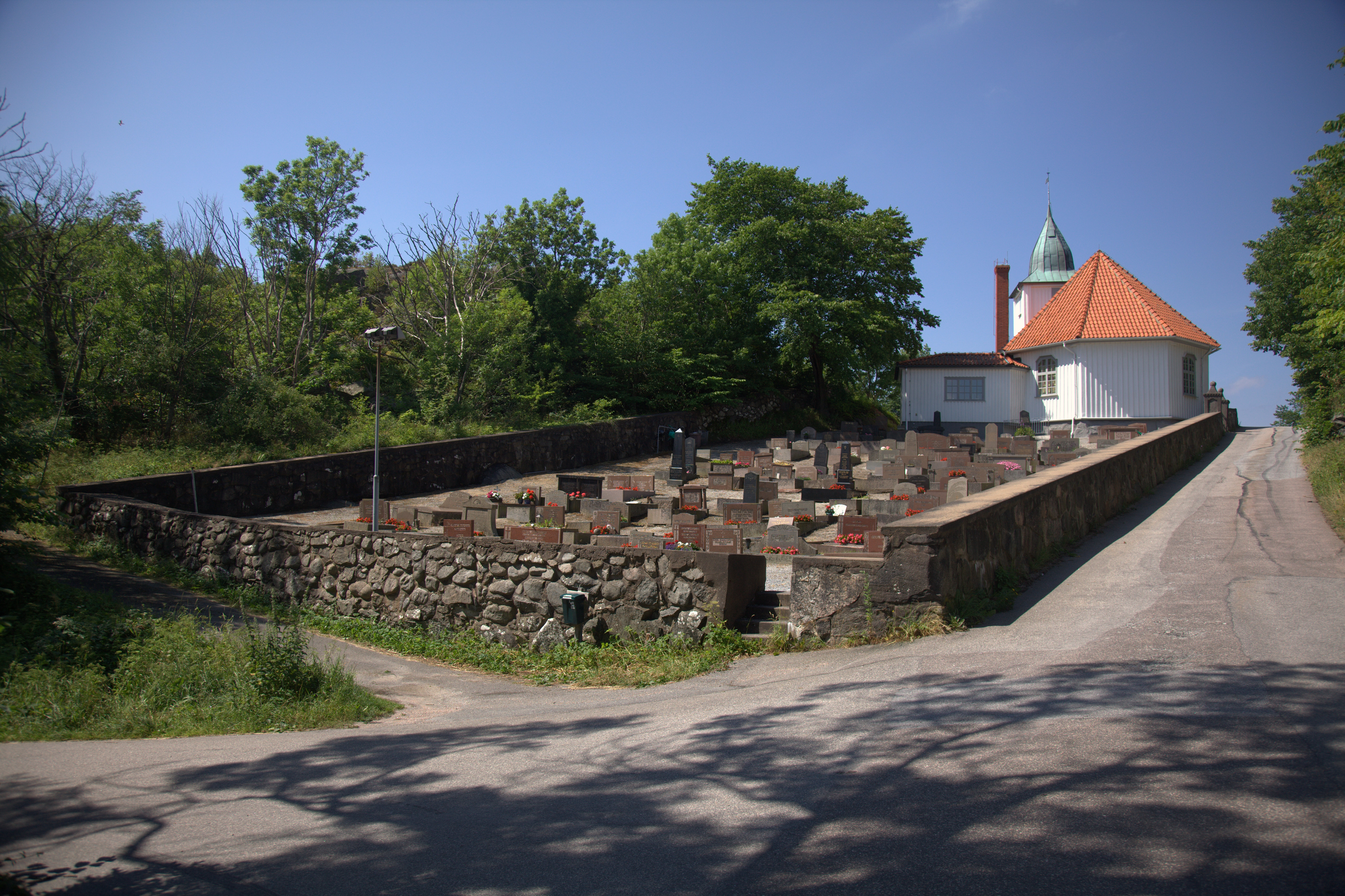
Kyrkan sedd från öster.
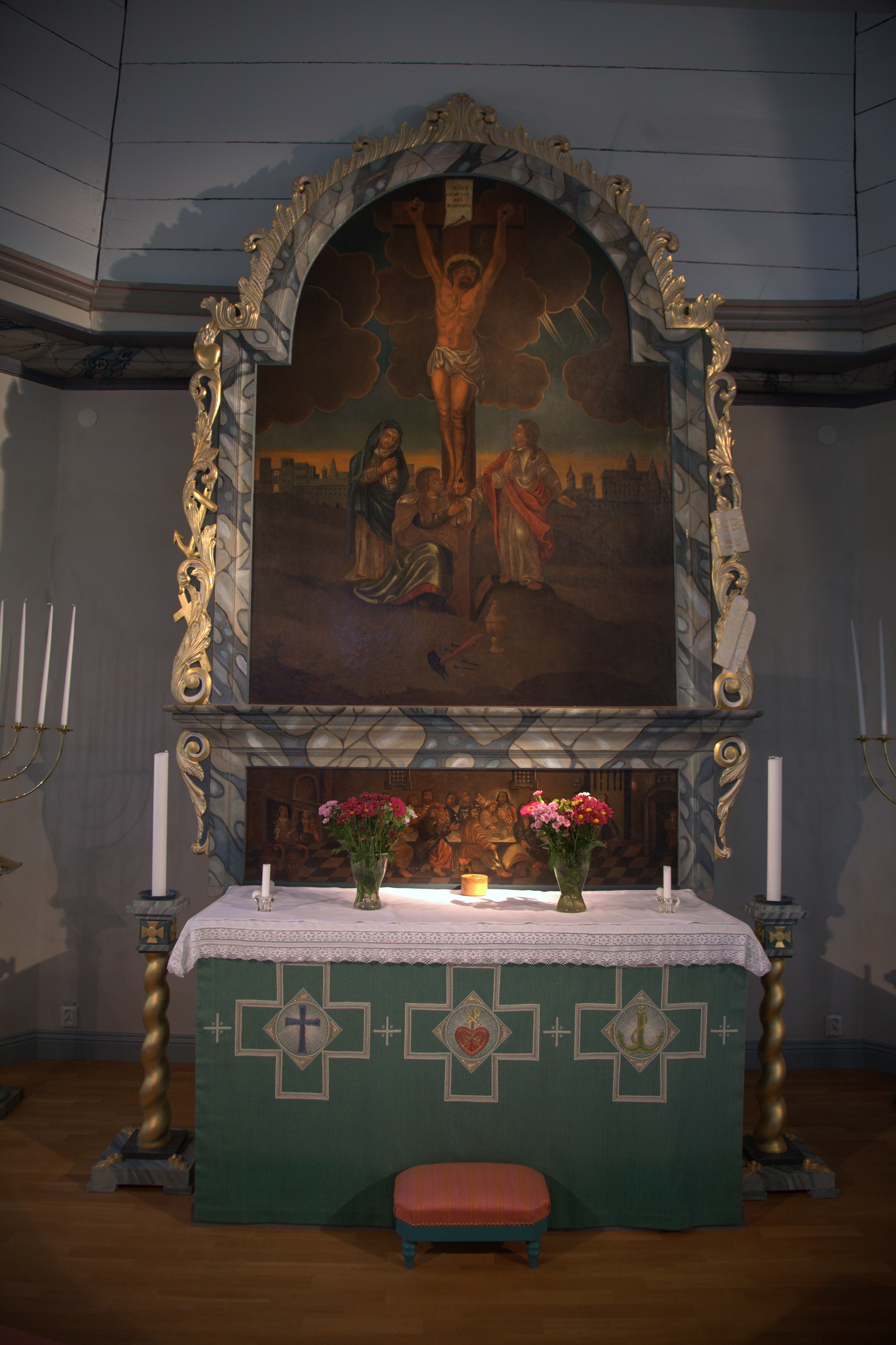
Altartavlan.
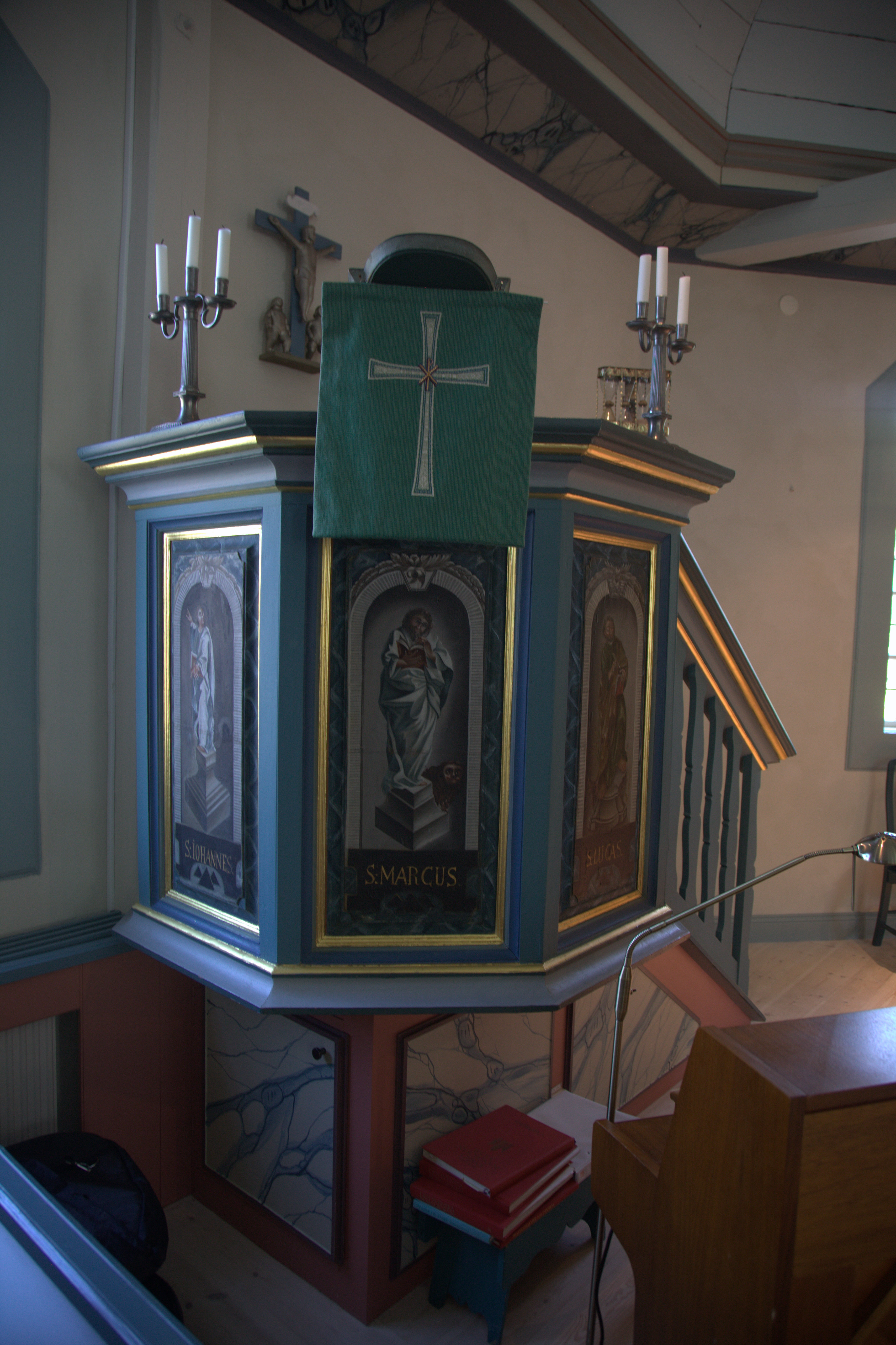
Predikstol
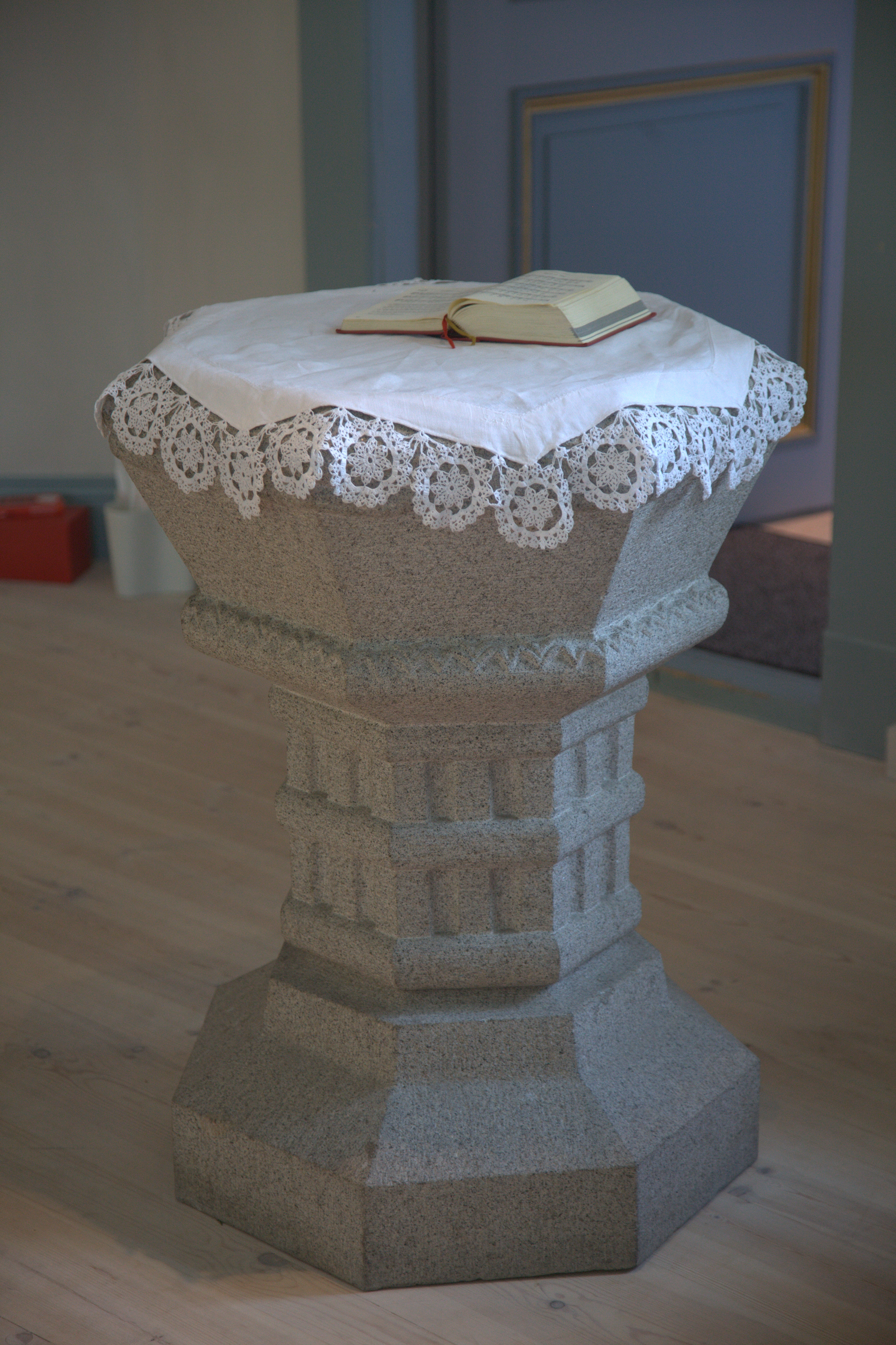
Dopfunt
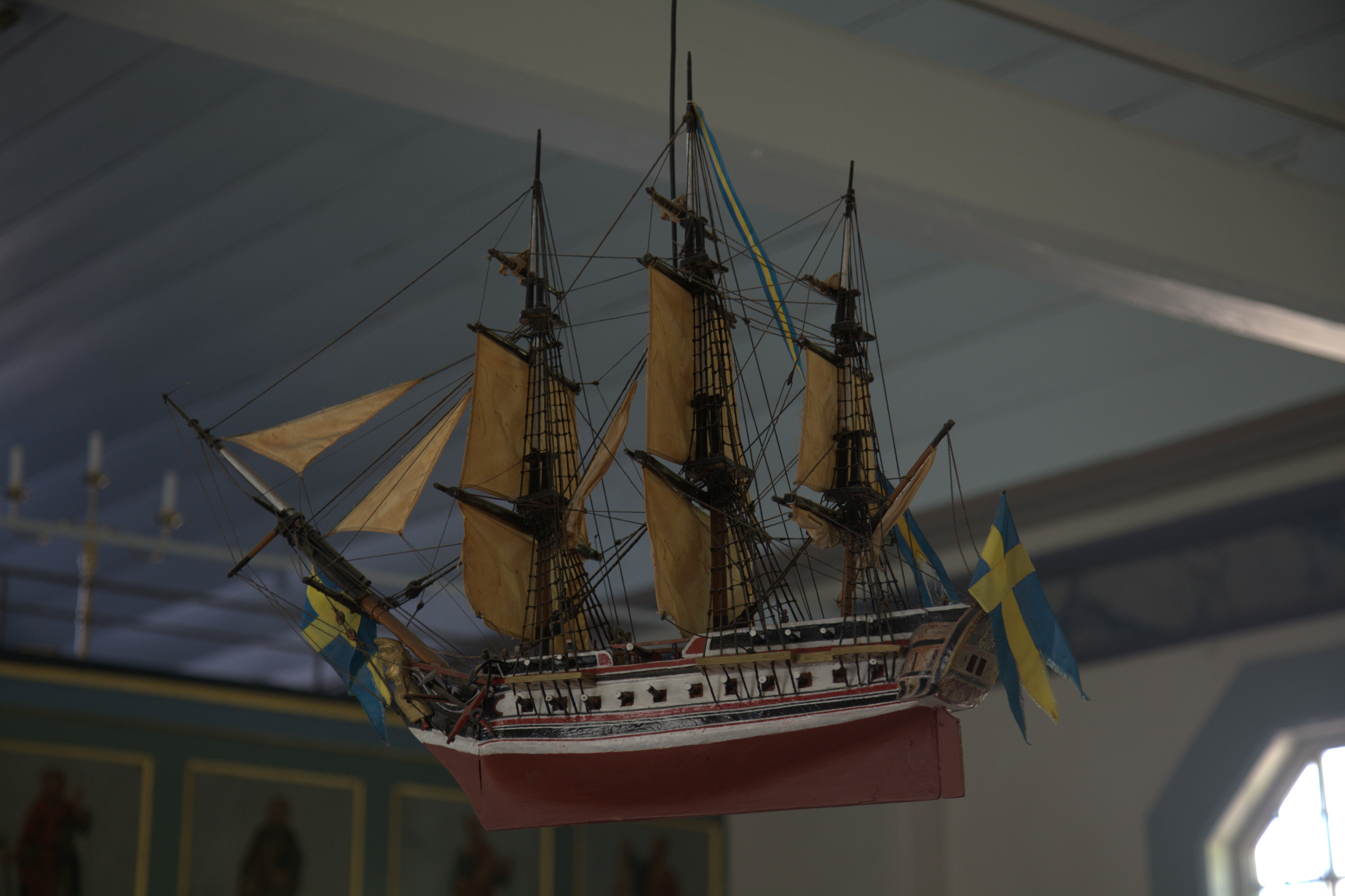
Votivskeppet.
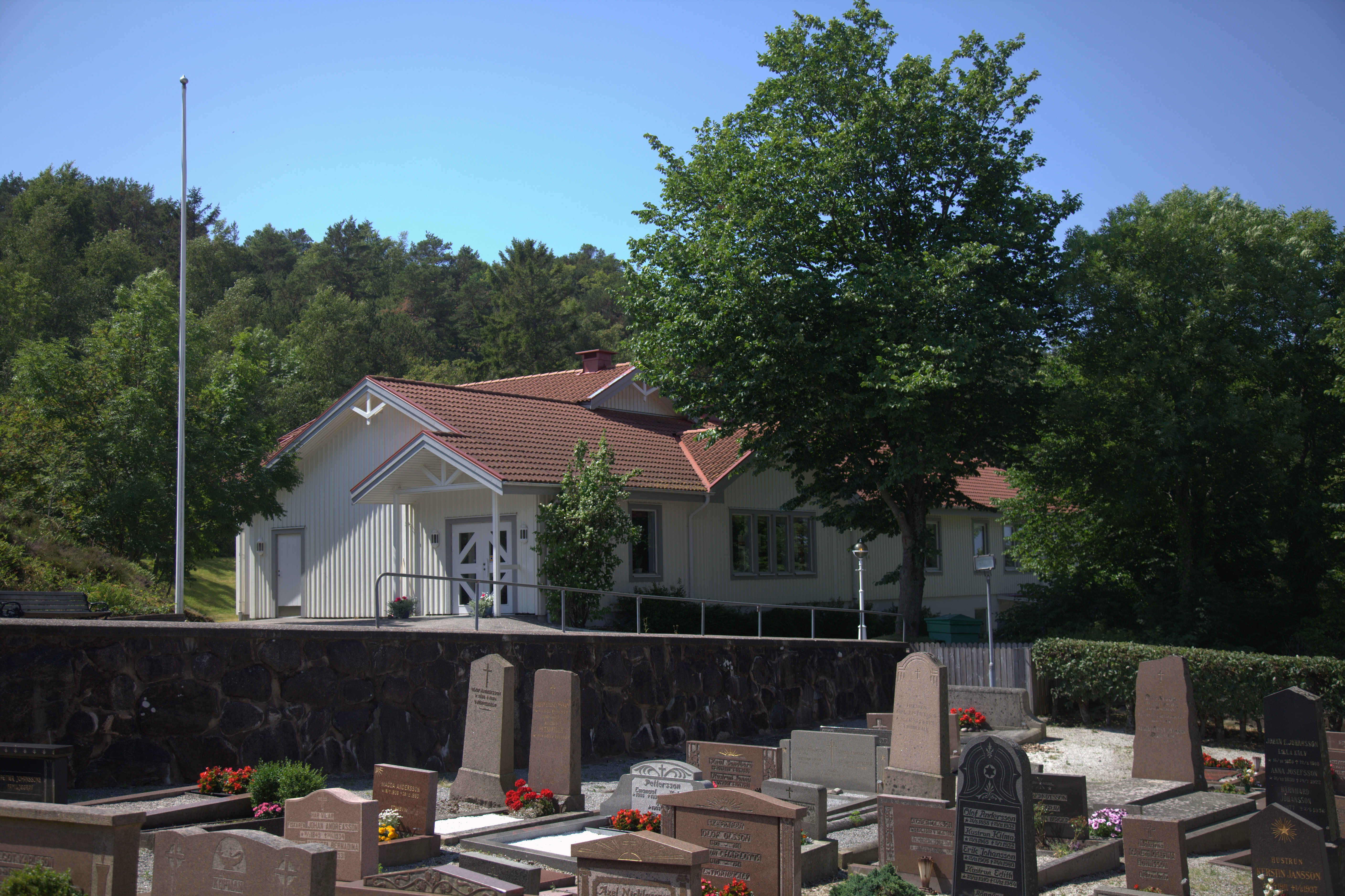
Församlingshemmet intill kyrkan.